# RP 펀딩 센터
RP 펀딩 센터(영어: RP Fundin Center)는 미국 플로리다주 레이클랜드에 위치한 실내 경기장이다. 과거 G 리그 레이클랜드 매직의 홈경기장으로 사용했다.